# Piesteritz
Piesteritz ist ein Ortsteil der Lutherstadt Wittenberg in Sachsen-Anhalt.

## Geschichte
Der Name des Ortes stammt von dem slawischen Wort Bystrica (rascher Bach). Daraus entwickelten sich die Namen Byschderitz–Bysteritz–Piesteritz.
Um 1870 hatte das Dorf 140 Einwohner.
Ende des 19. / Anfang des 20. Jahrhunderts entstanden im Ort mehrere große Industriebetriebe, so 1898 das Gummiwerk (heute Gummiwerk Elbe GmbH) und 1915 die Reichsstickstoffwerke (heute SKW Stickstoffwerke Piesteritz GmbH).
Gerade das Stickstoffwerk hat Piesteritz zu einem bedeutenden Industrieort gemacht. Während der britischen Seeblockade Deutschlands im Ersten Weltkrieg musste Kalkstickstoff anstelle des ausfallenden Chilesalpeters als Düngemittel produziert werden. Deshalb wurde das Werk innerhalb von 9 Monaten aufgebaut. Es hat sich im Laufe der Jahrzehnte ständig vergrößert. Auf dem Werksgelände befindet sich seit 2005 der Agro-Chemie Park Piesteritz, eine Ansiedlung von mehr als 30 Unternehmen.
Am 1. Juli 1950 wurde Piesteritz in die Lutherstadt Wittenberg eingegliedert.

## Sehenswürdigkeiten

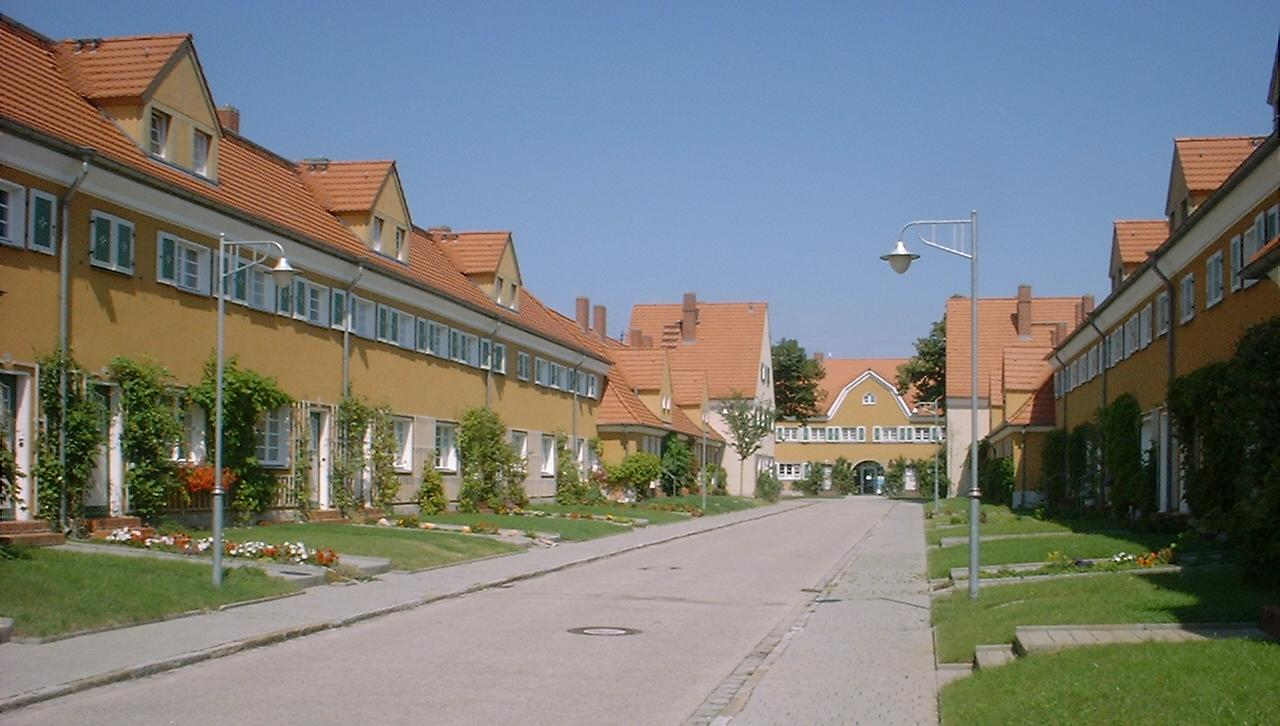
Werkssiedlung Piesteritz

### Werkssiedlung Piesteritz
Die Piesteritzer Werkssiedlung ist die größte autofreie Wohnsiedlung in Deutschland. 1916 bis 1919 entstand die Gartenstadt nach Plänen von Paul Schmitthenner und Otto Rudolf Salvisberg für etwa 2000 Beschäftigte des angrenzenden Stickstoffwerkes. Sie erhielt anfänglich die Bezeichnung Werkssiedlung der Mitteldeutschen Reichswerke.
Sie wurde 1986 in die Denkmalliste der DDR aufgenommen und steht seitdem unter Denkmalschutz. Die Werkssiedlung Piesteritz wurde als Expo-Projekt im Jahr 2000 vollständig saniert. Dabei konnten der ursprüngliche Charakter der Siedlung und die einheitliche Gestaltung der Häuser bewahrt werden.
Der Komplex besteht aus 363 Reihenhäusern oder etwas größeren Einfamilienhäusern. Dazu kamen die katholische Heilige-Familie-Kirche, Rathaus (heute Lucas-Cranach-Gymnasium), Kauf- und Vereinshaus „Feierabend“ (2010: Hotel Piesteritzer Hof), Schule und das Damenheim, in dem früher die unverheirateten Sekretärinnen wohnten.
Zur Geschichte der Siedlung gab es eine Ausstellung im Piesteritzer Hof, die aber seit ca. 2015 nicht mehr existiert. Durch die Initiative von Bewohnern entstand 2017 im nordöstlichen Torhaus eine neue Ausstellung.
Die Werkssiedlung Piesteritz liegt an der KOHLE | DAMPF | LICHT-Radroute. Die Route führt vorbei an verschiedenen Zeugnissen der Industriegeschichte und zeigt die Entwicklung vom mitteldeutschen Industrierevier zur Kultur- und Erholungslandschaft.

### Schmetterlingspark
In der Rothemarkstraße befindet sich ein Schmetterlingspark.

## Wirtschaft

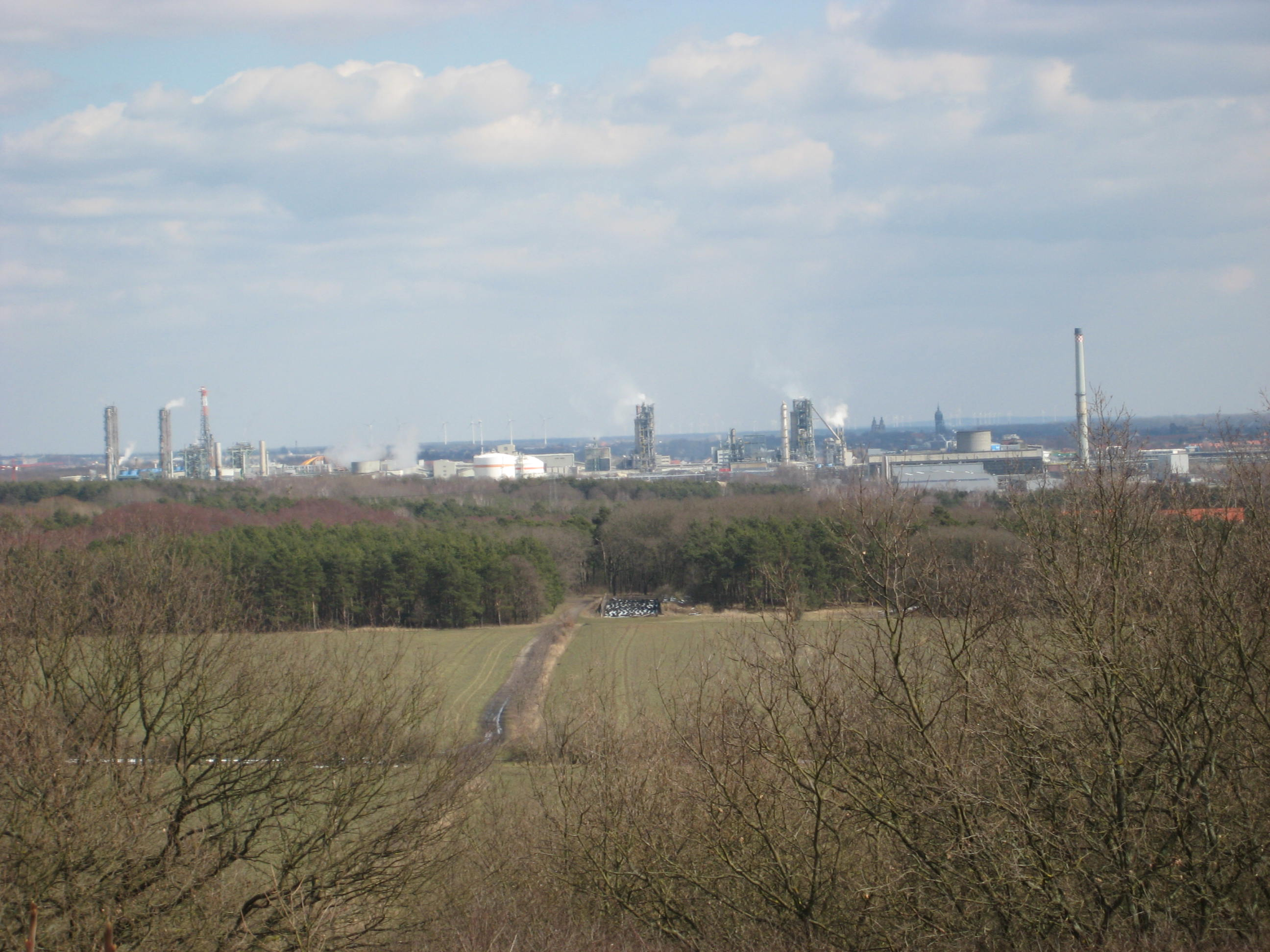
Stickstoffwerke Piesteritz im Agro-Chemie Park

Der Ortsteil beherbergt die bedeutendsten Gewerbegebiete der Lutherstadt Wittenberg: Der Agro-Chemie Park mit der SKW Stickstoffwerke Piesteritz GmbH und weiteren Firmen des Bereichs Agrochemie hat landesweite Bedeutung. Weitere größere Firmen bzw. Werke sind Polymer-Technik Elbe GmbH, SIG Combibloc GmbH und Wittenberg Gemüse GmbH. Die großen Gewerbegebiete zeigen die Bedeutung von Piesteritz als überregional bedeutenden Industriestandort.

## Verkehr
Piesteritz liegt an der Bahnstrecke Dessau–Roßlau–Lutherstadt Wittenberg–Falkenberg (Kursbuch-Nummer 216). Im Jahr 2015 erhielt der Ortsteil direkt am Bahnübergang Pestalozzistraße einen neuen Bahnhof mit dem Namen Lutherstadt Wittenberg-Piesteritz. Die bisherigen Haltepunkte Lutherstadt Wittenberg-Piesteritz im SKW-Werksgelände und Lutherstadt Wittenberg West wurden aufgegeben. Es bestehen stündliche Regionalbahn-Verbindungen nach Lutherstadt Wittenberg Hbf und nach Dessau Hbf.
Die Bundesstraße 187 Wittenberg–Roßlau verläuft direkt durch Piesteritz. Die Anschlussstelle Coswig der Autobahn A 9 befindet sich etwa 14 km vom Ort entfernt in westlicher Richtung.
An der Elbe befindet sich der Werkshafen der SKW Stickstoffwerke Piesteritz GmbH.

## Freizeit- und Sportanlagen

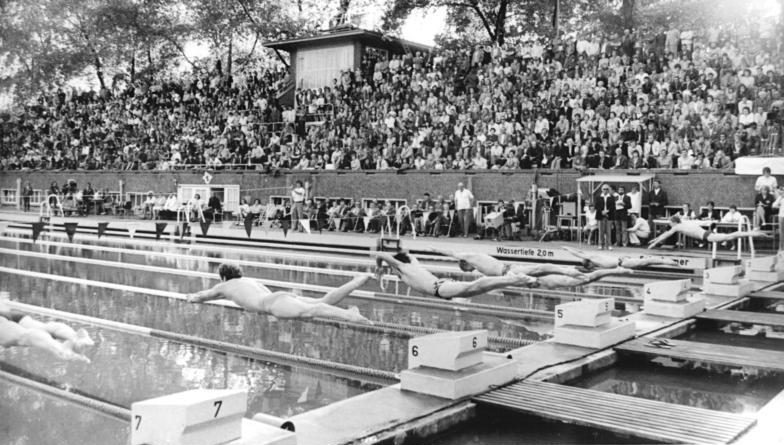
Austragungsort der DDR-Meisterschaften im Schwimmen 1975

Der Volkspark beherbergt eine Vielzahl an Sportstätten. Neben einem Schwimmbad sind hier Fußball- und Tennisplätze zu finden. Im Schwimmbad wurden 1964, 1965, 1966 und 1975 die DDR-Meisterschaften im Schwimmen ausgetragen. Auch die städtische Schwimmhalle befindet sich in Piesteritz.
Die Fußballmannschaft des FC Grün-Weiß Piesteritz spielt in der Saison 2020/2021 in der Verbandsliga Sachsen-Anhalt. Der Verein wurde 1949 als BSG Chemie Piesteritz gegründet. Die Mannschaft trägt ihre Heimspiele im Stadion im Volkspark aus.

## Persönlichkeiten
- Karl Janisch (1870–1946), Maschinenbau-Ingenieur, Vorstandsmitglied der Mitteldeutsche Stickstoffwerke AG, Ehrenbürger von Piesteritz
- Hans Heinrich Franck (1888–1961), Chemiker, 1945 bis 1948 Leiter der Stickstoffwerke Piesteritz
- Hans Lorbeer (1901–1973), Schriftsteller, Ehrenbürger von Piesteritz
- Horst Niendorf (1926–1999), Schauspieler, in Piesteritz geboren
- Lothar Geißler (* 1927), Politiker (SED), in Piesteritz geboren
- Otto König (1929–1990), langjähriger Generaldirektor des VEB Kombinat Agrochemie Piesteritz
- Engelbert Wistuba (* 1953), Politiker (SPD), Ausbildung und Berufstätigkeit in Piesteritz
- Rüdiger Geserick (* 1955), langjähriger Vorsitzender der Geschäftsführung der SKW Stickstoffwerke Piesteritz, Ehrenbürger von Lutherstadt Wittenberg

## Film
- Die Gartenstadt Piesteritz. Dokumentarfilm, Deutschland, 2000, 44:06 Min., Buch und Regie: Dieter Wieland, Produktion: Bayerischer Rundfunk, Reihe: Topographie, Inhaltsangabe und online-Video. ARD.